# Chen Yueling
Chen Yueling (chinesisch 陳 躍玲 / 陈 跃玲, Pinyin Chén Yuèlíng; * 1. April 1968 in Tieling, Provinz Liaoning) ist eine ehemalige Geherin, die zunächst für die Volksrepublik China und später für die Vereinigten Staaten startete.
Nachdem Chen Yueling 1989 die Asienmeisterschaften und 1990 die Asienspiele im 10-km-Gehen gewonnen hatte, vertrat sie ihr Land, als bei den Olympischen Spielen 1992 in Barcelona zum ersten Mal das Frauengehen auf dem Programm stand. 
Insgesamt 44 Geherinnen traten zum Wettbewerb über 10 km auf der Straße an. Die Entscheidung verlief äußerst spannend und am Schluss gewann Chen Yueling in 44:32 min mit einer Sekunde Vorsprung auf die Russin Jelena Nikolajewa. Damit war Chen Yueling die erste Olympiasiegerin im Gehen. 
Chen Yueling verließ später die Volksrepublik China. Sie trat bei den Olympischen Spielen 2000 in Sydney für ihre neue Heimat USA an und belegte Platz 38.
Chen ist 1,59 m groß; ihr Wettkampfgewicht betrug 50 kg.